# Lost In Time (MUD)
Lost In Time (LiT) je hra založená na principu MUD. Hráč si může vytvořit několik herních postav, jejichž život ve fantasy světě LiTu pak ovládá.
Na výběr jsou rasy:
- Elf
- Půl-elf
- Gnóme
- Hobit
- Trpaslík
- Barbar
- Troll

Každá postava si může vybrat jeden cech (guildu):
- Mág
- Mercenary (bojovník)
- Druid
- Paladin
- Healer
- Warlock (Zaklínač)

Vhodnou kombinací ras a guild lze vytvářet odlišně se chovající postavy. Např. Elf jako Mág bude postava bojující převážně pomocí kouzel, tzv. mág-caster, naopak Barbar i jako Mág bude bojovat spíše pomocí zbraní a kouzly si bude jen vypomáhat, tzv. battle-mág.
Hráč získává zkušenost pro postup do dalších úrovní zabíjením monster a NPC postav nebo řešením logických úkolů (questů). Po dosažení maximální 50. úrovně se postava stává Avatárem.
Lit má za sebou dlouhou historii[nedostupný zdroj], byl vytvořen roku 1993 a jedná se tak o nejstarší MUD v České republice. Je stále v oblibě a ačkoliv je psán v angličtině, mezi hráči najdeme především Čechy a Slováky.
Pro připojení k aplikaci lze použít telnet na adresu lit.klfree.cz 7680. Mimo telnetu lze rovněž použít řadu desktopových klientů (např. zMUD)